# Chiara (film)
Chiara è un film biografico del 2022 scritto e diretto da Susanna Nicchiarelli.

## Trama
Assisi, 1211. Chiara decide di abbandonare la ricca famiglia, contro la volontà paterna e un matrimonio combinato, per abbracciare la povertà e seguire l'ordine mendicante del compagno Francesco di Pietro Bernardone e i suoi seguaci. Inizialmente la vocazione di Chiara non viene capita, tuttavia la sua fama presso le donne di Assisi e dintorni che accorrono al monastero viene accresciuta dal suo atteggiamento modesto e dai miracoli che compie senza accorgersi. 
Francesco, reduce da un viaggio in Egitto presso il sultano, torna a far visita a Chiara; tuttavia i rapporti tra i due sembrano essersi raffreddati da quando è stata approvata la regola francescana, che a  Chiara sembra un tradimento di quanto Francesco predicava inizialmente. Con il declinare delle condizioni di salute dell'uomo si ha però un riavvicinamento tra i due.
Dopo la morte di Francesco, il Papa concede l'assenso alla fondazione di un ordine di povere donne capeggiato da Chiara, con sede nella chiesa di San Damiano, purché nella regola sia contemplata la clausura.

## Produzione

### Riprese
Il film è stato girato interamente a Tuscania, in provincia di Viterbo.
I personaggi parlano una lingua ricalcata sul volgare umbro medioevale, per la quale ha collaborato la linguista Nadia Cannata dell'Università  di Roma "La Sapienza". Vi sono anche brani recitati o cantati in latino e lingua d'oïl.

## Promozione
Una prima clip del film è stata pubblicata il 26 luglio 2022, mentre il trailer ufficiale è stato rilasciato il 10 novembre seguente.

## Distribuzione
Il film è stato presentato in anteprima mondiale il 9 settembre 2022 alla 79ª Mostra del cinema di Venezia, prima di debuttare nelle sale cinematografiche italiane il 7 dicembre dello stesso anno.

## Accoglienza

### Incassi
Il film è stato un flop al botteghino, dato che ha incassato 198 000 euro a fronte di un budget stimato di 5 milioni di euro.

## Riconoscimenti
- 2022 - Terni Film Festival
  - Premio Fuoricampo
  - Migliore attrice non protagonista a Carlotta Natoli
- 2022 - Mostra internazionale d'arte cinematografica di Venezia
  - Candidatura per il Leone d'oro al miglior film